# Need for Speed: Underground Rivals
Need for Speed: Underground Rivals es un videojuego de carreras desarrollado por Team Fusion y publicado por Electronic Arts para PlayStation Portable. Es el primer título de Need for Speed lanzado para PlayStation Portable. Es un derivado de PSP de los títulos de Underground y sigue un estilo de juego muy similar.

## Jugabilidad
Los eventos de carrera se llevan a cabo solo de noche y los jugadores no pueden acceder al freeroam. Tuning es un factor importante en el juego; para desbloquear más, tanto el rendimiento como las partes visuales, los jugadores deben acumular 'Puntos de mejoras'.
Los jugadores pueden jugar tanto en modo Underground (Carrera) como en Carrera rápida. El modo Underground se puede jugar en cuatro dificultades. Las estadísticas se pueden ver en la pantalla de estado del conductor en Mi Underground.

### Modos de juego
- Circuit Race: este modo se divide en cuatro clases: Master, Novice, Pro y Car Spec. Los primeros tres son simplemente eventos de carrera con restricciones de potencia, mientras que Car Spec permite que solo los autos obligatorios participen en eventos particulares.
- Drag Race: En una carrera larga y recta, los jugadores aceleran su automóvil hasta la velocidad máxima. Este modo solo se puede jugar con una transmisión manual.
- Drift Attack: Los jugadores tienen que derrapar en varios marcadores que se colocan en el suelo. El ganador es el que acumuló más puntos de deriva.
- Lap Knockout Race: Cualquier jugador que complete una vuelta en el último lugar será eliminado. Esto continúa hasta que queda uno.
- Nitrous Run: para ganar la carrera, los jugadores deben pasar de un punto de control (llamado "puerta") a otro. Al pasar por una puerta, se agregan tiempo y nitroso.
- Street Cross: Los corredores conducirán en un circuito interior estrecho que contiene principalmente curvas de 90° y 180°. Street Cross se basa en gran medida en Street X.
- Rally Relay: Los jugadores dan dos vueltas alrededor de un circuito. Después de completar la primera vuelta, el jugador debe cambiar su vehículo.

## Personalización
Los jugadores no obtienen ningún beneficio por personalizar su auto visualmente ya que no hay clasificación de estrellas. Las partes visuales no vienen separadas, sino solo en juegos de carrocería. Sin embargo, los jugadores ahora pueden escribir sus propias letras y colocarlas en el parabrisas, la luz de fondo y el capó.
Las más importantes son las modificaciones de rendimiento, con las que los jugadores pueden modificar la aceleración, la velocidad máxima y el manejo. Cualquier automóvil en este juego se puede actualizar para que sea muy competitivo incluso con los autos de producción más fuertes. Después de comprar una pieza de rendimiento, los jugadores pueden instalarla en otros vehículos sin volver a comprarla.
Las actualizaciones de rendimiento se dividen en 10 categorías para un total de 46 actualizaciones:
- Sistema N20 (2 actualizaciones normales / 1 actualización adicional)
- Admisión y Escape (4 actualizaciones normales / 1 actualización de bonificación)
- Motor (5 actualizaciones normales / 1 actualización de bonificación)
- Turbocargador (4 actualizaciones normales / 1 actualización de bonificación)
- Tren motriz (3 actualizaciones normales / 1 actualización de bonificación)
- Chasis (3 actualizaciones normales / 1 actualización adicional)
- Suspensión (3 actualizaciones normales / 1 actualización adicional)
- Llantas y Neumáticos (2 actualizaciones normales / 1 actualización de bonificación)
- Frenos (5 actualizaciones normales / 1 actualización de bonificación)
- Controles (5 actualizaciones normales / 1 actualización de bonificación)

Hay 3 niveles diferentes para cada actualización en cada categoría (excepto la actualización de bonificación):
- Nivel 1: 3,000 Puntos de Mejora
- Nivel 2: 4,000 Puntos de Mejora
- Nivel 3: 6,000 Puntos de Mejora
- Mejora de bonificación: Gratis

## Banda sonora
La banda sonora conserva las mismas canciones que aparecen en Need for Speed: Underground 2, así como seis canciones nuevas.
- The Donots - We Got The Noise
- No Warning - Breeding Insanity
- DJ Tiesto - Breda 8pm (DJ Montana Edit)
- My Chemical Romance - Thank You For The Venom
- Hot Water Music - The End Of The Line
- Soulwax - Any Minute Now

## Curiosidades
- Los lanzamientos de Game Boy Advance y Nintendo DS de Underground 2 utilizan una mecánica de juego similar a la que se ve en Underground Rivals.